# Roberto Anzolin
Roberto Anzolin (Valdagno, provincia de Vicenza; 18 de abril de 1938-Valdagno; 6 de octubre de 2017) fue un futbolista y director técnico italiano. Se desempeñaba en la posición de guardameta.

## Selección nacional
Fue internacional con la selección de fútbol de Italia en 1 ocasión. Debutó el 29 de junio de 1966, en un encuentro amistoso ante la selección de México que finalizó con marcador de 5-0 a favor de los italianos.

### Participaciones en Copas del Mundo
| Mundial                        | Sede       | Resultado    |
| ------------------------------ | ---------- | ------------ |
| Copa Mundial de Fútbol de 1966 | Inglaterra | Primera fase |

## Clubes

### Como futbolista
| Club                | País   | Año       |
| ------------------- | ------ | --------- |
| Nuova Valdagno      | Italia | 1956-1959 |
| U. S. Palermo       | Italia | 1959-1961 |
| Juventus F. C.      | Italia | 1961-1970 |
| Atalanta B. C.      | Italia | 1970-1971 |
| Vicenza Calcio      | Italia | 1971-1973 |
| Monza Brianza       | Italia | 1973-1975 |
| Valleverde Riccione | Italia | 1975-1976 |
| Casale Calcio       | Italia | 1976-1978 |
| Nuova Valdagno      | Italia | 1984-1985 |

### Como entrenador
| Club              | País   | Año       |
| ----------------- | ------ | --------- |
| U. S. Benacense   | Italia | 1980-1981 |
| A. S. Pro Gorizia | Italia | 1981-1982 |
| A. C. Belluno     | Italia | 1982-1983 |
| Nuova Valdagno    | Italia | 1996-1997 |

## Palmarés

### Campeonatos nacionales
| Título      | Club           | País   | Año     |
| ----------- | -------------- | ------ | ------- |
| Copa Italia | Juventus F. C. | Italia | 1964-65 |
| Serie A     | Juventus F. C. | Italia | 1966-67 |